# بریانا بیل
بریانا بیل (انگلیسی: Brea Beal؛ زادهٔ ۸ نوامبر ۲۰۰۰) بازیکن بسکتبال اهل ایالات متحده آمریکا است.